# Mekè
Le mekè est une langue bantoue parlée au Gabon. Elle est considérée comme un dialecte du fang. 